# Myrosmodes breve
Myrosmodes breve är en orkidéart som först beskrevs av Rudolf Schlechter, och fick sitt nu gällande namn av Leslie Andrew Garay. Myrosmodes breve ingår i släktet Myrosmodes och familjen orkidéer. Inga underarter finns listade i Catalogue of Life.